# Доналд Уиникът
Доналд Удс Уиникът (на английски: Donald Woods Winnicott) е известен английски лекар-педиатър и психоаналитик, който е особено влиятелен в областта на теория на обектните отношения. Известен е и с идеята си за преходен обект и истинската и лъжлива същност. Думата му и авторитетът му са такива, че името му се споменава заедно с това на Фройд.
Той е водещ член на Независимата група на Британското психоаналитично общество и е бил близък сътрудник на Марион Милнър. Написва няколко книги, включително „Игра и реалност“ и над 200 публикации.
Уиникът започва професионалната си кариера като педиатър в детска болница. В средата на 30-те години на миналия век той се посвещава на детската психиатрия и проблемите във взаимоотношенията между бебето и майката.

## Биография

### Ранни години
Роден е на 7 април 1896 година в Плимут, графство Девън, Англия, в семейството на сър Джон Фредерик Уиникът – търговец, който получава титлата си през 1924 година след като два пъти става кмет на Плимут и неговата жена Елизабет Марта (Удс) Уиникът.
Семейството живее щастливо, но зад фасадата Уиникът се вижда като потискан от майка си, която е склонна към депресия, както и от двете си сестри и бавачката. Той говори за '"ранните си детски преживявания в опита си да оправи „живота си“ чрез поддържането на живота на майка си". Влиянието на баща му е на свободомислещ предприемач, който окуражава творчеството на сина си.
Уиникът описва себе си като тревожен юноша, реагиращ срещу самоограничената си „доброта“, придобита от опита да успокои мрачните настроения на майка си. Тези семена на самоосъзнатост стават основата на интереса му в работата с проблемни млади хора.

### Професионално развитие
Завършва медицина през 1920 година, а през 1923 става лекар в детската болница Падингтън Грийн в Лондон, където работи 40 години. Същата година се жени за Алис Тайлър. Отново през 1923 година започва десетгодишна психоанализа с Джеймс Стрейчи, а през 1927 и обучение като кандидат за психоаналитик. През 1936 година започва втора анализа с Джоан Ривиер.
Известността на Уиникът расте по време на Спорните дискусии в Британското психоаналитично общество по време на Втората световна война. Тогава се основават три отделни групи: Аннафройдисти, Клайнианци и Средна група, по-късно наречена Независима група. Към последната принадлежи и Уиникът заедно с Роналд Фейърбърн, Майкъл Балинт, Масуд Хан, Джон Боулби, Марион Милнър и Маргарет Литъл.
Уиникът е обучаван от Мелани Клайн, но остава независим в мисленето по време на кариерата си, допринасяйки с оригинални идеи, които поставят ударение на важността на играта в психологическото развитие.